# Nati il 28 maggio

## XIII secolo(1)
- 1292 - Filippo di Castiglia, principe spagnolo († 1327)

## XIV secolo(2)
- 1369 - Giacomo Attendolo, condottiero italiano († 1424)
- 1371 - Giovanni di Borgogna, nobile († 1419)

## XV secolo(1)
- 1435 - Raymond Pérault, cardinale e vescovo cattolico francese († 1505)

## XVI secolo(5)
- 1514 - Shimazu Takahisa, militare giapponese († 1571)
- 1524 - Selim II, sultano ottomano († 1574)
- 1562 - Carlo Barberini, militare e nobile italiano († 1630)
- 1588 - Pierre Séguier, politico e magistrato francese († 1672)
- 1589 - Robert Arnauld d'Andilly, politico, poeta e scrittore francese († 1674)

## XVII secolo(17)
- 1602 - Caterina di Brandeburgo, principessa († 1644)
- 1609 - Luc d'Achery, monaco cristiano e storico francese († 1685)
- 1638 - Giovanni Barbiano di Belgiojoso, nobile e militare italiano († 1715)
- 1642 - Pietro Strobl junior, intagliatore italiano († 1713)
- 1644 - Antonio de Monforte, matematico e astronomo italiano († 1717)
- 1651 - Johann Christoph Pfaff, teologo tedesco († 1720)
- 1655 - Eleonora Margherita di Schleswig-Holstein-Sonderburg-Wiesenburg, nobildonna tedesca († 1702)
- 1660 - Giorgio I di Gran Bretagna, nobile († 1727)
- 1663 - Giovan Girolamo II Acquaviva d'Aragona, nobile e condottiero italiano († 1709)
- 1676 - Sigismund von Kollonitz, cardinale e arcivescovo cattolico austriaco († 1751)
- 1676 - Jacopo Riccati, matematico italiano († 1754)
- 1689 - Massimiliano d'Assia-Kassel, generale († 1753)
- 1692 - Geminiano Giacomelli, compositore italiano († 1740)
- 1695 - Alexander Leslie, V conte di Leven, nobile scozzese († 1754)
- 1697 - Federico Bernardo del Palatinato-Birkenfeld-Gelnhausen, nobile tedesco († 1739)
- 1697 - Kazimierz Leon Sapieha, nobile e generale polacco († 1738)
- 1699 - Laurent Cars, pittore e incisore francese († 1771)

## XVIII secolo(29)
- 1701 - Giuseppe Antonio Pujati, medico italiano († 1760)
- 1712 - Vincent de Gournay, economista francese († 1759)
- 1722 - Hugh Pigot, ammiraglio britannico († 1792)
- 1725 - Frederik Michael Krabbe, ingegnere e militare danese († 1796)
- 1728 - Maria Angela Ardinghelli, fisica e traduttrice italiana († 1825)
- 1731 - Franz de Paula Gundaker von Colloredo-Mansfeld, diplomatico e politico austriaco († 1807)
- 1731 - Johann August Ephraim Goeze, entomologo e zoologo tedesco († 1793)
- 1731 - James Stopford, II conte di Courtown, politico irlandese († 1810)
- 1733 - Cornelius Hermann von Ayrenhoff, drammaturgo austriaco († 1819)
- 1735 - François Christophe Kellermann, generale e politico francese († 1820)
- 1738 - Tristram Dalton, politico statunitense († 1817)
- 1738 - Joseph-Ignace Guillotin, medico e politico francese († 1814)
- 1740 - Anna Aleksandrovna Islen'eva, nobildonna russa († 1794)
- 1740 - Fedot Ivanovič Šubin, scultore russo († 1805)
- 1740 - Jean-André Venel, medico svizzero († 1791)
- 1743 - Johann David Wyss, scrittore e pastore protestante svizzero († 1818)
- 1748 - Frederick Howard, V conte di Carlisle, nobile, politico e scrittore britannico († 1825)
- 1759 - William Pitt il Giovane, politico britannico († 1806)
- 1760 - Alessandro di Beauharnais, nobile, politico e generale francese († 1794)
- 1761 - Maria-Thaddeus von Trauttmansdorf Wiensberg, cardinale e arcivescovo cattolico austriaco († 1819)
- 1774 - Edward Charles Howard, chimico britannico († 1816)
- 1775 - Bernardino Piceller, pittore austriaco († 1853)
- 1779 - Thomas Moore, poeta, commediografo e attore teatrale irlandese († 1852)
- 1785 - Luca Martin di San Martino, nobile italiano († 1866)
- 1786 - Louis McLane, politico e avvocato statunitense († 1857)
- 1789 - Bernhard Severin Ingemann, scrittore danese († 1862)
- 1796 - Michele Navazio, vescovo cattolico italiano († 1852)
- 1798 - Josef Dessauer, compositore e pianista austriaco († 1876)
- 1799 - Giovanni Adolfo II di Schwarzenberg, nobile e imprenditore boemo († 1888)

## XIX secolo(147)
- 1802 - Martin Disteli, pittore e vignettista svizzero († 1844)
- 1804 - Charles Frédéric Dubois, naturalista belga († 1867)
- 1807 - Louis Agassiz, biologo, zoologo e paleontologo svizzero († 1873)
- 1810 - Alexandre Calame, pittore e incisore svizzero († 1864)
- 1810 - Juan Vicente González, scrittore, giornalista e politico venezuelano († 1886)
- 1811 - Luigi Gusmaroli, patriota e religioso italiano († 1872)
- 1813 - Nicolao Galletti di San Cataldo, imprenditore e politico italiano († 1897)
- 1814 - Constantin Joseph Cornée, militare francese († 1875)
- 1817 - Jerzy Henryk Lubomirski, nobile e politico polacco († 1872)
- 1818 - Pierre Gustave Toutant de Beauregard, generale, politico e inventore statunitense († 1893)
- 1818 - Giovanni De Falco, politico e magistrato italiano († 1886)
- 1821 - Luigi Evangelisti, militare italiano († 1906)
- 1822 - Francisco Salmerón, avvocato e politico spagnolo († 1878)
- 1824 - Vincenzo Joppi, medico e bibliotecario italiano († 1900)
- 1829 - Henry Harrisse, storico, cartografo e scrittore francese († 1910)
- 1832 - Enrico XIV di Reuss-Gera, nobile tedesco († 1913)
- 1832 - Pierre Lucciana, scrittore francese († 1909)
- 1832 - Andrew Myrick, mercante statunitense († 1862)
- 1833 - Félix Bracquemond, pittore francese († 1914)
- 1834 - Coriolano Biacchi, compositore italiano († 1914)
- 1834 - Isidoro Mel, patriota, magistrato e politico italiano († 1906)
- 1836 - Alexander Mitscherlich, chimico tedesco († 1918)
- 1836 - Domenico Tiburzi, brigante italiano († 1896)
- 1837 - George Ashlin, architetto irlandese († 1921)
- 1837 - Emanuele Basile, magistrato e patriota italiano († 1912)
- 1839 - Luigi Capuana, scrittore, critico letterario e giornalista italiano († 1915)
- 1840 - Hans Makart, pittore austriaco († 1884)
- 1840 - Gaetano de Martini, pittore italiano († 1917)
- 1841 - Maria di Gesù Deluil-Martiny, religiosa francese († 1884)
- 1841 - Giovanni Sgambati, pianista e compositore italiano († 1914)
- 1842 - Theodore Ayrault Dodge, ufficiale, storico e imprenditore statunitense († 1909)
- 1845 - Peter Christophersen, imprenditore e diplomatico norvegese († 1930)
- 1846 - Josef Moroder-Lusenberg, pittore e scultore austro-ungarico († 1939)
- 1848 - Maria Bernarda Bütler, religiosa svizzera († 1924)
- 1849 - Ludwig Keller, archivista e storico tedesco († 1915)
- 1849 - Louis Monziès, pittore e incisore francese († 1930)
- 1850 - Heinrich Ernemann, inventore e imprenditore tedesco († 1928)
- 1850 - Frederic William Maitland, giurista e storico inglese († 1906)
- 1852 - Josepha Hendrina Stenmanns, religiosa tedesca († 1903)
- 1853 - Carl Larsson, pittore e illustratore svedese († 1919)
- 1854 - Germán Riesco, magistrato, avvocato e politico cileno († 1916)
- 1855 - Emilio Estrada, politico ecuadoriano († 1911)
- 1856 - Filippo Rinaldi, presbitero italiano († 1931)
- 1857 - Charles Francis Annesley Voysey, architetto britannico († 1941)
- 1858 - Thomas Henry Espinell Compton Espin, astronomo britannico († 1934)
- 1858 - Sidney Herbert Ray, antropologo e linguista britannico († 1939)
- 1860 - Elisabetta di Thurn und Taxis, principessa tedesca († 1881)
- 1862 - Vittorio Cottafavi, politico italiano († 1925)
- 1862 - Theodor Fischer, scultore, architetto e urbanista tedesco († 1938)
- 1862 - Henry Slocum, tennista statunitense († 1949)
- 1864 - William Seiling, tiratore di fune statunitense († 1951)
- 1864 - Zo d'Axa, avventuriero e giornalista francese († 1930)
- 1865 - Giulio Emanuele Rizzo, archeologo italiano († 1950)
- 1866 - Franz von Bayros, artista, illustratore e pittore austriaco († 1924)
- 1867 - Raoul André Ulmann, pittore francese († 1932)
- 1867 - Detlof von Winterfeldt, militare e diplomatico tedesco († 1940)
- 1868 - Jean Schopfer, tennista, scrittore e giornalista francese († 1931)
- 1869 - Dmitrij Sergeevič Šeremetev, ufficiale russo († 1943)
- 1871 - Camille Huysmans, politico e giornalista belga († 1968)
- 1871 - Teariimaevarua III, regina († 1932)
- 1872 - Gaele Covelli, pittore italiano († 1932)
- 1872 - Charles Gmelin, velocista britannico († 1950)
- 1872 - Otto Bahr Halvorsen, politico norvegese († 1923)
- 1872 - Valentino Pittoni, politico italiano († 1933)
- 1872 - Marian Smoluchowski, fisico e geofisico polacco († 1917)
- 1873 - Álvaro Alcalá Galiano y Vildósola, pittore e decoratore spagnolo († 1936)
- 1873 - Charles Avery, attore e regista statunitense († 1926)
- 1873 - Ol'ga Dmitrievna Forš, scrittrice sovietica († 1961)
- 1874 - Pietro Iantorni, stilista italiano († 1936)
- 1876 - Katharine Blunt, chimica e nutrizionista statunitense († 1954)
- 1876 - Ernesto Gulì, militare e prefetto italiano († 1948)
- 1876 - Jakov Ivanovič Nikoladze, scultore georgiano († 1951)
- 1876 - Roberto Omegna, regista, sceneggiatore e direttore della fotografia italiano († 1948)
- 1876 - Ondřej Pukl, mezzofondista boemo († 1936)
- 1877 - George Beattie, tiratore a volo canadese († 1953)
- 1877 - Hendrik van Blijenburgh, schermidore olandese († 1960)
- 1877 - Terence Keyes, ufficiale e diplomatico inglese († 1939)
- 1877 - René Jules Thion de la Chaume, schermidore francese († 1940)
- 1877 - Maksimilian Aleksandrovič Vološin, poeta russo († 1932)
- 1878 - Paul Pelliot, linguista, sinologo e esploratore francese († 1945)
- 1879 - Vanessa Bell, pittrice britannica († 1961)
- 1879 - Erik Eriksson, nuotatore svedese († 1940)
- 1879 - Milutin Milanković, ingegnere, matematico e climatologo serbo († 1958)
- 1879 - Teresina Negri, ballerina, imprenditrice e stilista italiana († 1974)
- 1879 - Henri-Pierre Roché, scrittore e collezionista d'arte francese († 1959)
- 1880 - Carl Julius Bernhard Börner, entomologo tedesco († 1953)
- 1880 - Jack Curtis, attore statunitense († 1956)
- 1881 - Augustin Bea, cardinale, arcivescovo cattolico e biblista tedesco († 1968)
- 1881 - Luigi Lenzini, presbitero italiano († 1945)
- 1882 - Avery Hopwood, commediografo statunitense († 1928)
- 1883 - Arturo Ciacelli, pittore, scenografo e decoratore italiano († 1966)
- 1883 - George Dyson, musicista e compositore inglese († 1964)
- 1883 - Luigi Perrachio, compositore e pianista italiano († 1966)
- 1883 - Vinayak Damodar Savarkar, politico, attivista e scrittore indiano († 1966)
- 1883 - Sebastiano Schiavon, sindacalista e politico italiano († 1922)
- 1883 - Václav Talich, direttore d'orchestra e violinista ceco († 1961)
- 1883 - Riccardo Zandonai, compositore e direttore d'orchestra italiano († 1944)
- 1884 - Edvard Beneš, politico cecoslovacco († 1948)
- 1884 - Constantin Iotzu, architetto romeno († 1962)
- 1885 - Hellmuth Felmy, militare tedesco († 1965)
- 1885 - Jules Pirard, ginnasta francese († 1962)
- 1885 - Piet Zwart, designer olandese († 1977)
- 1886 - Jan Rypka, turcologo e iranista ceco († 1968)
- 1886 - Nikolai Sokoloff, direttore d'orchestra e violinista russo († 1965)
- 1886 - Santo Trafficante Sr., mafioso italiano († 1954)
- 1887 - Edward Bamford, militare e marinaio britannico († 1928)
- 1887 - Hank Mann, attore statunitense († 1971)
- 1887 - Jim Thorpe, multiplista, giocatore di football americano e giocatore di baseball statunitense († 1953)
- 1888 - Kaarel Eenpalu, politico e giornalista estone († 1942)
- 1888 - Piggy Lambert, allenatore di pallacanestro statunitense († 1958)
- 1889 - Violet Elliot-Murray-Kynynmound, nobildonna inglese († 1965)
- 1889 - Panfilo Gentile, giornalista, scrittore e politico italiano († 1971)
- 1889 - Dolf van der Nagel, calciatore olandese († 1949)
- 1889 - José Padilla Sánchez, compositore spagnolo († 1960)
- 1889 - Richard Réti, scacchista cecoslovacco († 1929)
- 1889 - Cesare Sofianopulo, pittore e letterato italiano († 1968)
- 1892 - Giuseppe Cobolli Gigli, politico italiano († 1987)
- 1892 - Josef Dietrich, generale tedesco († 1966)
- 1892 - Biagio Goggio, calciatore italiano († 1915)
- 1892 - Minna Gombell, attrice statunitense († 1973)
- 1893 - Mina Witkojc, poetessa e giornalista tedesca († 1975)
- 1893 - Ferdinand von Wilczek, conte austriaco († 1977)
- 1894 - Mario Carillo, attore italiano († 1970)
- 1894 - Italo Stegher, militare italiano († 1917)
- 1895 - Hamilton Jukes, hockeista su ghiaccio britannico († 1951)
- 1895 - Rudolph Minkowski, astronomo tedesco († 1976)
- 1895 - Bronisław Pieracki, politico e militare polacco († 1934)
- 1896 - Warren Giles, dirigente sportivo statunitense († 1979)
- 1896 - Fabrizio Lanza, politico italiano († 1976)
- 1897 - Umberto Calvello, aviatore italiano († 1919)
- 1897 - Dai Li, criminale di guerra e politico cinese († 1946)
- 1897 - Fred Tunstall, calciatore e allenatore di calcio inglese († 1971)
- 1898 - Giovanni Corvi, antifascista italiano († 1944)
- 1898 - Andy Kirk, sassofonista statunitense († 1992)
- 1898 - Saul Lieberman, rabbino e insegnante israeliano († 1983)
- 1898 - Oscar Supino, ingegnere, inventore e saggista italiano († 1989)
- 1898 - Jakov Isaakovič Urinov, regista cinematografico e attore sovietico († 1976)
- 1899 - Francesco Bruno, giornalista, critico letterario e scrittore italiano († 1982)
- 1899 - Luigi Condorelli, cardiologo, patologo e biochimico italiano († 1985)
- 1899 - Nina Georgievna Kljueva, microbiologa sovietica († 1971)
- 1899 - Irena Krzywicka, scrittrice e traduttrice polacca († 1994)
- 1899 - Mario Mangini, commediografo, sceneggiatore e regista teatrale italiano († 1971)
- 1899 - Nicola Mosso, architetto italiano († 1986)
- 1899 - Raoul Verdini, disegnatore, illustratore e giornalista italiano († 1981)
- 1900 - Clarence Abel, hockeista su ghiaccio statunitense († 1964)
- 1900 - Gaspare Canino, artista italiano († 1977)
- 1900 - Jan Włodarkiewicz, militare polacco († 1942)

## XX secolo(831)
- 1901 - Roy Dowling, ammiraglio australiano († 1969)
- 1901 - Anton Vodnik, scrittore sloveno († 1965)
- 1902 - Luis César Amadori, regista cinematografico e sceneggiatore italiano († 1977)
- 1902 - Rick Bockelie, velista norvegese († 1966)
- 1902 - Stefan Cohn-Vossen, matematico tedesco († 1936)
- 1902 - Dorothy Dunbar, attrice e socialite statunitense († 1992)
- 1902 - Plinio Farina, calciatore italiano († 1972)
- 1902 - Thyge Petersen, pugile danese († 1964)
- 1903 - Roberto Di Martino, allenatore di calcio e calciatore italiano († 1976)
- 1903 - Oliver Drake, regista, sceneggiatore e attore statunitense († 1991)
- 1903 - Walter Goehr, compositore e direttore d'orchestra tedesco († 1960)
- 1903 - Ignazio Messina, imprenditore e armatore italiano († 1982)
- 1903 - Marguerite Monnot, pianista e compositrice francese († 1961)
- 1903 - Ferdinando Trabattoni, calciatore italiano († 1980)
- 1904 - Giuseppe Gobbato, marciatore italiano († 1990)
- 1904 - Walter Ritter von Baeyer, psichiatra tedesco († 1987)
- 1904 - Alfredo Sánchez, calciatore messicano
- 1905 - Sada Abe, assassina giapponese
- 1905 - Lorenzo Gilli, calciatore argentino
- 1905 - Alessandro Savelli, calciatore italiano († 1930)
- 1905 - László Sternberg, calciatore ungherese († 1982)
- 1906 - Wolf Albach-Retty, attore austriaco († 1967)
- 1906 - Amleto Cencioni, pittore, restauratore e decoratore italiano († 1994)
- 1906 - Silvio Griggio, dirigente sportivo e calciatore italiano († 1980)
- 1906 - Lee Hills, giornalista statunitense († 2000)
- 1906 - Elbira Zipitria, pedagoga spagnola († 1982)
- 1907 - Jan Heřmánek, pugile cecoslovacco († 1978)
- 1907 - Vincenzo Lapiccirella, politico e partigiano italiano († 1966)
- 1908 - Ian Fleming, scrittore, giornalista e militare britannico († 1964)
- 1908 - Karl Jansen, sollevatore tedesco († 1961)
- 1908 - Ivan Maček, politico jugoslavo († 1993)
- 1908 - Luigi Veronesi, pittore, fotografo e regista italiano († 1998)
- 1908 - Egbert van Kampen, matematico olandese († 1942)
- 1909 - Don Turnbull, tennista australiano († 1994)
- 1910 - Lorenzo Calogero, poeta italiano († 1961)
- 1910 - Rachel Kempson, attrice britannica († 2003)
- 1910 - Giuseppe Malaspina, marciatore e allenatore di atletica leggera italiano († 1982)
- 1910 - Guy Moll, pilota automobilistico francese († 1934)
- 1910 - Orfeo Tamburi, pittore italiano († 1994)
- 1910 - T-Bone Walker, chitarrista e cantautore statunitense († 1975)
- 1911 - Randolph Frederick Churchill, ufficiale, giornalista e politico britannico († 1968)
- 1911 - Thora Hird, attrice e comica britannica († 2003)
- 1911 - Fritz Hochwälder, scrittore e drammaturgo austriaco († 1986)
- 1911 - Árpád Makay, direttore della fotografia ungherese († 2004)
- 1911 - Marino Masi, militare e aviatore italiano († 1939)
- 1911 - Alfred Otto Carl Nier, fisico statunitense († 1994)
- 1912 - Chuck Bloedorn, cestista e giocatore di baseball statunitense († 1998)
- 1912 - Ferrero Marianetti, tuffatore italiano († 1970)
- 1912 - John Payne, attore statunitense († 1989)
- 1912 - Ruby Payne-Scott, fisica e docente australiana († 1981)
- 1912 - Carlo Villa, calciatore italiano († 1975)
- 1913 - Marko Feingold, imprenditore austriaco († 2019)
- 1913 - May Swenson, poetessa, drammaturga e traduttrice statunitense († 1989)
- 1914 - Carlo Olivero, politico, partigiano e medico italiano († 1994)
- 1915 - Joseph Greenberg, linguista e antropologo statunitense († 2001)
- 1915 - Giacomo Marchello, politico e militare italiano († 2000)
- 1915 - Wolfgang Schneiderhan, violinista austriaco († 2002)
- 1915 - Morton Smith, storico statunitense († 1991)
- 1916 - Isma'il Hedfi Madani, mistico tunisino († 1994)
- 1916 - Walker Percy, scrittore statunitense († 1990)
- 1916 - Nicola Rescigno, direttore d'orchestra statunitense († 2008)
- 1917 - Larry Buhler, giocatore di football americano statunitense († 1990)
- 1917 - Gerald Cash, politico inglese († 2003)
- 1917 - Barry Commoner, biologo e politico statunitense († 2012)
- 1917 - Papa John Creach, violinista statunitense († 1994)
- 1917 - Romeo Mancini, pittore e scultore italiano († 2003)
- 1917 - Marshall Reed, attore statunitense († 1980)
- 1918 - Averardo Ciriello, illustratore italiano († 2016)
- 1918 - Elizabeth Harrower, attrice e sceneggiatrice statunitense († 2003)
- 1918 - Edith Massey, attrice e cantante statunitense († 1984)
- 1918 - Wayne and Shuster, attore e comico canadese († 1990)
- 1919 - Lauri Törni, militare finlandese († 1965)
- 1920 - Maurice Desimpelaere, ciclista su strada e pistard belga († 2005)
- 1920 - Gaston Lenôtre, pasticciere francese († 2009)
- 1920 - Ljubomir Lovrić, calciatore, allenatore di calcio e giornalista jugoslavo († 1994)
- 1920 - Fede Arnaud, sceneggiatrice e direttrice del doppiaggio italiana († 1997)
- 1920 - Cosimo Quaranta, politico italiano
- 1920 - Giuseppe Tonna, scrittore, traduttore e docente italiano († 1979)
- 1920 - Victor Turner, antropologo scozzese († 1983)
- 1921 - Nino Casiglio, scrittore e educatore italiano († 1995)
- 1921 - Heinz Günther Konsalik, scrittore e drammaturgo tedesco († 1999)
- 1921 - Salvatore La Marca, politico italiano († 1979)
- 1921 - Ampelio Sartor, canottiere italiano († 2000)
- 1922 - José Craveirinha, poeta mozambicano († 2003)
- 1922 - Giuliana Dal Pozzo, giornalista e scrittrice italiana († 2013)
- 1922 - Roger Fisher, saggista statunitense († 2012)
- 1922 - Agustín Gaínza, calciatore e allenatore di calcio spagnolo († 1995)
- 1922 - Stellan Nilsson, calciatore svedese († 2003)
- 1923 - Carlo Di Stefano, regista teatrale, regista televisivo e regista radiofonico italiano († 2008)
- 1923 - Gösta Gärdin, pentatleta svedese († 2015)
- 1923 - György Ligeti, compositore ungherese († 2006)
- 1924 - Beryl Bartlett, tennista sudafricana († 2017)
- 1924 - Edoardo Guglielmino, scrittore italiano († 2009)
- 1924 - Alfonso di Hohenlohe-Langenburg, nobile e imprenditore spagnolo († 2003)
- 1925 - Bob Brannum, cestista e allenatore di pallacanestro statunitense († 2005)
- 1925 - Luigi Dossena, arcivescovo cattolico e diplomatico italiano († 2007)
- 1925 - Bülent Ecevit, politico, saggista e poeta turco († 2006)
- 1925 - Dietrich Fischer-Dieskau, baritono tedesco († 2012)
- 1925 - Heinz Reincke, attore e doppiatore tedesco († 2011)
- 1925 - Cesare Ruperto, giurista e magistrato italiano
- 1925 - Martha Vickers, attrice statunitense († 1971)
- 1926 - Mario Antozzi, ex calciatore italiano
- 1926 - Ferdinando Maria di Borbone-Due Sicilie, principe francese († 2008)
- 1926 - Clarence Brannum, cestista statunitense († 2000)
- 1926 - Russ Freeman, pianista statunitense († 2002)
- 1926 - Mogens Glistrup, politico danese († 2008)
- 1926 - Giovanni Lombardi, ingegnere svizzero († 2017)
- 1926 - Danilo Venturi, ex calciatore italiano
- 1927 - Per Bjørnø, calciatore norvegese († 1979)
- 1927 - Anna Maria Campi, partigiana italiana († 2001)
- 1927 - Teodoro Goliardi, schermidore uruguaiano († 1997)
- 1927 - Aleksandr Moiseev, cestista sovietico († 2003)
- 1927 - Gianni Padoan, scrittore, ambientalista e etologo italiano († 1995)
- 1927 - Eddie Sachs, pilota automobilistico statunitense († 1964)
- 1927 - Vasilij Stepanov, sollevatore sovietico († 2011)
- 1928 - Sally Forrest, attrice statunitense († 2015)
- 1928 - Sydney Jordan, fumettista britannico
- 1928 - Marco Mariuzza, calciatore italiano († 1955)
- 1928 - Iba N'Diaye, artista senegalese († 2008)
- 1928 - Brian Shaw, ballerino britannico († 1992)
- 1928 - Umberto Tirelli, costumista italiano († 1990)
- 1929 - Giorgio Brumat, divulgatore scientifico italiano († 2001)
- 1929 - Sonny Burgess, cantante e chitarrista statunitense († 2017)
- 1929 - Ivo Cocconi, calciatore italiano († 2020)
- 1929 - Horst Frank, attore tedesco († 1999)
- 1929 - Jean-René Le Moing, fumettista e illustratore francese († 2012)
- 1929 - Doug McKay, hockeista su ghiaccio e allenatore di hockey su ghiaccio canadese († 2020)
- 1929 - Hans Riesel, matematico svedese († 2014)
- 1929 - Shane Rimmer, attore canadese († 2019)
- 1930 - Frank Drake, astronomo e astrofisico statunitense († 2022)
- 1930 - Mark Owen Lee, latinista, musicologo e saggista statunitense († 2019)
- 1930 - Enrico Pratesi, calciatore italiano († 2014)
- 1930 - Pat Saiki, politica e insegnante statunitense
- 1930 - Edward Seaga, politico giamaicano († 2019)
- 1931 - Carroll Baker, attrice statunitense
- 1931 - Thérèse Bertherat, fisioterapista francese († 2014)
- 1931 - Ken Furphy, allenatore di calcio e calciatore inglese († 2015)
- 1931 - Vera Isler-Leiner, fotografa svizzera († 2015)
- 1931 - Frank Perris, pilota motociclistico britannico († 2015)
- 1931 - Eric Von Schmidt, musicista e pittore statunitense († 2007)
- 1931 - Gordon Willis, direttore della fotografia statunitense († 2014)
- 1932 - Chiquito de la Calzada, attore, comico e cantante spagnolo († 2017)
- 1932 - Henning Christiansen, compositore e artista danese († 2008)
- 1932 - Paquito Diaz, attore e regista filippino († 2011)
- 1932 - Dušan Lukášik, cestista e allenatore di pallacanestro cecoslovacco († 2010)
- 1933 - Dino Baccheretti, calciatore italiano († 2014)
- 1933 - Ružena Bajcsy, ingegnera e informatica cecoslovacca
- 1933 - Juan José Balzi, pittore, disegnatore e pubblicitario argentino († 2017)
- 1933 - Chen Tsu-li, ex cestista taiwanese
- 1933 - Dan Erez, cestista e allenatore di pallacanestro israeliano († 2015)
- 1933 - Jim Hogan, maratoneta britannico († 2015)
- 1933 - John Karlen, attore statunitense († 2020)
- 1933 - Tom Price, ex canottiere statunitense
- 1933 - Zelda Rubinstein, attrice statunitense († 2010)
- 1933 - Alfredo Zagano, ciclista su strada italiano († 2015)
- 1934 - Francesco Monterisi, cardinale e arcivescovo cattolico italiano
- 1935 - Bepi De Marzi, musicista, compositore e direttore di coro italiano
- 1935 - Luciano Macías, calciatore ecuadoriano († 2022)
- 1935 - Giuseppe Marcucci, ex lottatore italiano
- 1935 - Walter Patriarca, scenografo, costumista e pittore italiano
- 1935 - Juan Quartarone, allenatore di calcio e calciatore argentino († 2015)
- 1935 - Anne Reid, attrice britannica
- 1935 - Gianfranco Sardagna, ex cestista italiano
- 1935 - Henrik Tamraz, sollevatore iraniano († 1996)
- 1935 - Richard Van Allan, basso inglese († 2008)
- 1936 - Fred Chappell, scrittore, poeta e anglista statunitense († 2024)
- 1936 - Bruno Ferrari, politico italiano
- 1936 - Gaetano Giani Luporini, compositore italiano († 2022)
- 1936 - Elvira Sellerio, editrice italiana († 2010)
- 1936 - Betty Shabazz, attivista statunitense († 1997)
- 1936 - Michael Soulé, biologo statunitense († 2020)
- 1936 - Ivan Giacomo Zoppini, artigiano e filantropo italiano († 2020)
- 1937 - Emilia Sarogni, scrittrice e saggista italiana
- 1938 - Elizabeth Anderton, ex ballerina e direttrice artistica britannica
- 1938 - Enrico Benaglia, pittore italiano
- 1938 - Cees van Espen, ex ciclista su strada olandese
- 1938 - Leonardo Favio, regista cinematografico, cantante e attore argentino († 2012)
- 1938 - Alan Harris, attore britannico († 2020)
- 1938 - Jerry West, cestista, allenatore di pallacanestro e dirigente sportivo statunitense († 2024)
- 1938 - Eppie Wietzes, pilota automobilistico canadese († 2020)
- 1938 - Ekkehard Wlaschiha, baritono e attore tedesco († 2019)
- 1939 - Maeve Binchy, scrittrice irlandese († 2012)
- 1939 - Dieter Erler, calciatore tedesco orientale († 1998)
- 1939 - Jurij Grigorovskij, ex pallanuotista sovietico
- 1939 - Massimo Fabrizio Martelli, medico e ematologo italiano
- 1939 - Tom Thabane, politico lesothiano
- 1940 - Michael Arbib, neuroscienziato statunitense
- 1940 - John Bergamo, percussionista e compositore statunitense († 2013)
- 1940 - David Brewer, dirigente d'azienda britannico († 2023)
- 1940 - Giovanni De Min, ex calciatore italiano
- 1940 - Hiroshi Katayama, ex calciatore giapponese
- 1940 - Tom Petri, politico e avvocato statunitense
- 1940 - Andrés Torres Queiruga, teologo spagnolo
- 1940 - Gaetano Veneto, giurista e politico italiano
- 1941 - Jean Auréal, pilota motociclistico francese († 1985)
- 1941 - Ivan Brzić, allenatore di calcio e calciatore jugoslavo († 2014)
- 1941 - Marcello Fagiolo, storico dell'arte e storico dell'architettura italiano
- 1941 - Beth Howland, attrice statunitense († 2015)
- 1942 - Giancarlo Andenna, medievista italiano
- 1942 - Lars-Erik Bengtsson, ex nuotatore svedese
- 1942 - John Bonett, ex calciatore maltese
- 1942 - Jesús García Burillo, vescovo cattolico spagnolo
- 1942 - Vittorio Inzaina, cantante italiano († 2019)
- 1942 - Tibor Kangyal, ex cestista ungherese
- 1942 - Leif Nielsen, ex calciatore danese
- 1942 - Stanley Prusiner, biochimico e neurologo statunitense
- 1943 - Maria Carazzi, politica italiana
- 1943 - Lou Castel, attore svedese
- 1943 - Terry Crisp, allenatore di hockey su ghiaccio e ex hockeista su ghiaccio canadese
- 1943 - Elena Souliotis, soprano greco († 2004)
- 1943 - Cecil Thiré, attore e doppiatore brasiliano († 2020)
- 1943 - David Waltz, informatico statunitense († 2012)
- 1944 - Germaine Acogny, coreografa e ballerina senegalese
- 1944 - Sondra Locke, attrice e regista statunitense († 2018)
- 1944 - Renato Di Lorenzo, ingegnere, scrittore e opinionista italiano
- 1944 - Lia Gama, attrice portoghese
- 1944 - Rudolph Giuliani, politico, avvocato e imprenditore statunitense
- 1944 - Gladys Knight, cantante statunitense
- 1944 - Jean-Pierre Léaud, attore francese
- 1944 - Patricia Quinn, attrice cinematografica e attrice teatrale britannica
- 1944 - Paul Scully-Power, ex astronauta e oceanografo statunitense
- 1944 - Gary Stewart, cantante statunitense († 2003)
- 1944 - Luciano Sánchez, ex calciatore spagnolo
- 1945 - Patch Adams, medico, attivista e scrittore statunitense
- 1945 - Mike Baxter, ex mezzofondista e allenatore di atletica leggera britannico
- 1945 - John Fogerty, cantautore e polistrumentista statunitense
- 1945 - Ryszard Jurkowski, architetto polacco
- 1945 - Félix Lasso, calciatore ecuadoriano († 2016)
- 1945 - Chayito Valdez, cantante messicana († 2016)
- 1946 - Alessio Badari, ex calciatore italiano
- 1946 - Bojčo Brănzov, cestista bulgaro († 2003)
- 1946 - Salvatore Contorno, mafioso e collaboratore di giustizia italiano
- 1946 - Silvio Funtowicz, filosofo argentino
- 1946 - Mariangela Gritta Grainer, politica italiana
- 1946 - Raul Merzario, storico italiano († 2006)
- 1946 - Eddy Treijtel, ex calciatore olandese
- 1947 - Salvatore Allocca, politico italiano
- 1947 - Pedro Giachino, militare argentino († 1982)
- 1947 - Zahi Hawass, archeologo e egittologo egiziano
- 1947 - Erika Lechner, ex slittinista italiana
- 1947 - Viktor Lysenko, calciatore sovietico († 2003)
- 1947 - Silvio Mantovani, politico italiano
- 1947 - Ralph Walker Nickless, vescovo cattolico statunitense
- 1947 - Ion Pervilhac, ex slittinista francese
- 1947 - Leland Sklar, musicista, cantante e compositore statunitense
- 1947 - Andrew Soltis, scacchista statunitense
- 1948 - Jürgen Fassbender, ex tennista tedesco
- 1948 - Carlo Gubbini, politico italiano († 2009)
- 1948 - Wil Hartog, pilota motociclistico olandese
- 1948 - Juan Luis Irazusta, ex calciatore spagnolo
- 1948 - Sergej Ol'šanskij, ex calciatore sovietico
- 1948 - Pierre Rapsat, cantautore belga († 2002)
- 1948 - Elisabetta Strickland, matematica italiana
- 1948 - Bruce Taylor, ex giocatore di football americano statunitense
- 1949 - Marc Abraham, produttore cinematografico, regista e sceneggiatore statunitense
- 1949 - Joseph Alfidi, pianista, compositore e direttore d'orchestra statunitense († 2015)
- 1949 - Martha L. Canfield, ispanista, poetessa e traduttrice uruguaiana
- 1949 - Antonio Fava, attore teatrale, scrittore e drammaturgo italiano
- 1949 - Steve King, politico statunitense
- 1949 - Jean-Paul Poletti, musicista francese
- 1949 - Ennio Tricomi, compositore e produttore discografico italiano
- 1949 - Wendy O. Williams, cantante statunitense († 1998)
- 1950 - Danilo Arona, scrittore e saggista italiano
- 1950 - Daniela Gasparini, politica italiana
- 1950 - Kamala, wrestler statunitense († 2020)
- 1950 - Laura Mattioli, storica dell'arte e collezionista d'arte italiana
- 1950 - Carlo Wilm, cestista francese († 2018)
- 1951 - Daniel Dolan, vescovo statunitense († 2022)
- 1951 - Agnès Godard, direttrice della fotografia francese
- 1951 - Louie Nelson, ex cestista statunitense
- 1951 - Torgny Svendsen, ex calciatore norvegese
- 1952 - Patrizio Bianchi, economista e politico italiano
- 1952 - JoJo Billingsley, cantante statunitense († 2010)
- 1952 - Roger Briggs, compositore, direttore d'orchestra e pianista statunitense
- 1952 - Aldo Capitanio, fumettista italiano († 2001)
- 1952 - Mahmud Gibril, politico libico († 2020)
- 1952 - Paul Johnson, bassista britannico
- 1952 - Peter Muster, ex velocista svizzero
- 1952 - Dana Ptáčková, ex cestista cecoslovacca
- 1952 - Juan Pujol, ex ciclista su strada spagnolo
- 1952 - John Stephenson, effettista e regista britannico
- 1952 - Mario Taborelli, politico italiano
- 1953 - José Câmnate na Bissign, vescovo cattolico guineense
- 1953 - Silvana De Mari, scrittrice e blogger italiana
- 1953 - Clotilde De Spirito, attrice italiana
- 1953 - Marc Di Napoli, attore cinematografico e pittore francese
- 1953 - Luca Formenton, editore italiano
- 1953 - Arto Lindsay, chitarrista, cantante e produttore discografico statunitense
- 1953 - Kevin Van Hentenryck, attore e artista statunitense
- 1954 - Paul-André Durocher, arcivescovo cattolico canadese
- 1954 - Jurij Aleksandrovič Egorov, pianista sovietico († 1988)
- 1954 - João Carlos de Oliveira, triplista e lunghista brasiliano († 1999)
- 1954 - Manlio Zanini, allenatore di calcio e ex calciatore italiano
- 1955 - Mark Howe, ex hockeista su ghiaccio e dirigente sportivo statunitense
- 1955 - Jennifer Kemp, ex nuotatrice statunitense
- 1955 - Geoffrey A. Landis, fisico e ingegnere statunitense
- 1955 - Kristine Nielsen, attrice statunitense
- 1955 - Nicolae Robu, politico rumeno
- 1955 - Laura Amy Schlitz, scrittrice statunitense
- 1955 - Lis Sørensen, cantante danese
- 1956 - Don Burgess, direttore della fotografia statunitense
- 1956 - Jerry Douglas, musicista e produttore discografico statunitense
- 1956 - Khaled Mesh'al, politico palestinese
- 1956 - Michael Musyoki, ex maratoneta e mezzofondista keniota
- 1956 - Viktor Rybakov, ex pugile sovietico
- 1956 - Paolo Taggi, autore televisivo, sceneggiatore e giornalista italiano († 2022)
- 1956 - John Wells, produttore televisivo, sceneggiatore e regista statunitense
- 1957 - Leah Ayres, attrice statunitense
- 1957 - Véronique Brouquier, ex schermitrice francese
- 1957 - Susanna Driano, ex pattinatrice artistica su ghiaccio italiana
- 1957 - Kirk Gibson, ex giocatore di baseball e allenatore di baseball statunitense
- 1957 - Niccolò Guicciardini, storico della scienza italiano
- 1957 - Ben Howland, allenatore di pallacanestro e ex cestista statunitense
- 1957 - Karin Hänel, ex lunghista tedesca
- 1957 - Klaus Lindenberger, allenatore di calcio e ex calciatore austriaco
- 1957 - Antonio López Habas, allenatore di calcio e ex calciatore spagnolo
- 1957 - Gaspare Nuccio, politico italiano
- 1957 - Frank Schätzing, scrittore tedesco
- 1957 - Walter R. Tucker III, politico statunitense
- 1957 - Francesca Vettori, attrice, doppiatrice e dialoghista italiana
- 1957 - Bob van der Houven, doppiatore, musicista e personaggio televisivo olandese
- 1958 - Bert Koenders, politico olandese
- 1958 - Louis Mustillo, attore statunitense
- 1958 - Barry Orton, wrestler e attore statunitense († 2021)
- 1958 - Giuseppe Sala, politico e dirigente pubblico italiano
- 1958 - Nataša Čmyreva, tennista sovietica († 2015)
- 1959 - Bobby Butler, ex giocatore di football americano statunitense
- 1959 - Cypress Grove, musicista, cantautore e compositore britannico
- 1959 - Michel Dussuyer, allenatore di calcio e ex calciatore francese
- 1959 - Orlando Forioso, regista, attore e scrittore italiano
- 1959 - Steve Strange, cantante e attore britannico († 2015)
- 1959 - Marcelo Loffreda, allenatore di rugby a 15 e rugbista a 15 argentino
- 1959 - Risto Mannisenmäki, ex copilota di rally finlandese
- 1959 - Bruce McDonald, regista, sceneggiatore e produttore cinematografico canadese
- 1959 - Carlo Molino, chirurgo e oncologo italiano
- 1959 - Pascal Portes, ex tennista francese
- 1959 - Roberto Soldà, dirigente sportivo, allenatore di calcio e ex calciatore italiano
- 1959 - Eric Verdonk, canottiere neozelandese († 2020)
- 1959 - Meg Wolitzer, scrittrice statunitense
- 1959 - Elói Zorzetto, giornalista, conduttore televisivo e conduttore radiofonico brasiliano
- 1960 - Isabelle Antena, cantautrice francese
- 1960 - Laura Bianconi, politica italiana
- 1960 - David Campbell Bannerman, politico britannico
- 1960 - Corine Mauch, politica svizzera
- 1960 - Takashi Mizunuma, ex calciatore giapponese
- 1960 - Claudio Ottoni, allenatore di calcio e ex calciatore italiano
- 1960 - Scott Rigell, politico statunitense
- 1960 - Jesús Rodríguez Magro, ciclista su strada e dirigente sportivo spagnolo († 2018)
- 1960 - Mark Sanford, politico statunitense
- 1961 - María Bayo, soprano spagnolo
- 1961 - Pietro Cataldi, critico letterario e italianista italiano
- 1961 - Steve Clifford, allenatore di pallacanestro statunitense
- 1961 - Tony D'Amario, attore francese († 2005)
- 1961 - Roland Gift, musicista e attore britannico
- 1961 - Richard A. Knaak, scrittore statunitense
- 1961 - Laura Marinoni, attrice e cantante italiana
- 1961 - Vida Vencienė, dirigente sportiva e ex fondista lituana
- 1962 - Marco Bussetti, funzionario, politico e insegnante italiano
- 1962 - Brandon Cruz, attore e cantante statunitense
- 1962 - Jimmy Izquierdo, calciatore ecuadoriano († 1994)
- 1962 - Ivan Pacák, ex sciatore alpino slovacco
- 1962 - Andrej Panin, attore e regista sovietico († 2013)
- 1962 - François-Henri Pinault, imprenditore francese
- 1962 - Marco Saltarelli, calciatore italiano († 2004)
- 1962 - Sandro Sciotti, militare italiano († 2002)
- 1962 - Bartolomé Seguí, fumettista spagnolo
- 1962 - James Michael Tyler, attore statunitense († 2021)
- 1962 - Branko Đurić, attore, regista e cantante bosniaco
- 1963 - Barbarella, attrice pornografica italiana († 2015)
- 1963 - Giancarlo Bacciocchi, ex calciatore sammarinese
- 1963 - Miguel Ángel Gil Marín, dirigente sportivo, imprenditore e allevatore spagnolo
- 1963 - Gavin Harrison, batterista britannico
- 1963 - Zemfira Meftahətdinova, ex tiratrice a volo azera
- 1963 - Giorgio Oveglia, allenatore di pallamano, ex pallamanista e dirigente sportivo italiano
- 1963 - Viktor Pančenko, ex calciatore russo
- 1963 - Eugene Robinson, ex giocatore di football americano statunitense
- 1963 - Ramón Salazar, attore, sceneggiatore e regista spagnolo
- 1963 - Valerie Dore, cantante italiana
- 1964 - David Baddiel, scrittore, sceneggiatore e regista britannico
- 1964 - Jeff Fenech, ex pugile australiano
- 1964 - Armen Gilliam, cestista e allenatore di pallacanestro statunitense († 2011)
- 1964 - Beth Herr, ex tennista statunitense
- 1964 - April McClain-Delaney, politica statunitense
- 1964 - Christa Miller, attrice statunitense
- 1964 - Phil Vassar, cantautore statunitense
- 1964 - Yuhanon Mar Dioscoros, arcivescovo cristiano orientale indiano
- 1965 - Alon Abutbul, attore e doppiatore israeliano († 2025)
- 1965 - Robbi Chong, attrice canadese
- 1965 - Torbjörn Kornbakk, ex lottatore svedese
- 1965 - Andrea Marcucci, politico e imprenditore italiano
- 1965 - Gabriela Michetti, politica argentina
- 1965 - Barry Mills, produttore televisivo, sceneggiatore e doppiatore statunitense
- 1965 - Mario Paloschi, produttore televisivo, autore televisivo e regista italiano
- 1965 - Alfonso Romero Holmes, scacchista spagnolo
- 1965 - Catherine Tanvier, ex tennista e scrittrice francese
- 1965 - André Trulsen, allenatore di calcio e ex calciatore tedesco
- 1966 - Sina, cantante svizzera
- 1966 - Daniela Fumarola, sindacalista italiana
- 1966 - Miljenko Jergović, scrittore, giornalista e traduttore bosniaco
- 1966 - Thomas Kellner, fotografo tedesco
- 1966 - Roger Kumble, regista e sceneggiatore statunitense
- 1966 - David Michael Latt, produttore cinematografico, regista e sceneggiatore statunitense
- 1966 - Ashley Laurence, attrice statunitense
- 1966 - Jürgen Ritter, ex calciatore liechtensteinese
- 1966 - Sibylle Tafel, regista e sceneggiatrice tedesca
- 1966 - Ivan Šapovalov, compositore russo
- 1967 - Gabriele Clima, scrittore italiano
- 1967 - Alberto De Falco, militare italiano († 2000)
- 1967 - Tania Evans, cantante britannica
- 1967 - Jason Kravits, attore statunitense
- 1967 - Pekka Markkanen, ex cestista finlandese
- 1967 - Omar Pedrini, cantautore e chitarrista italiano
- 1967 - Glen Rice, ex cestista statunitense
- 1968 - Ivo Alfredo, ex cestista angolano
- 1968 - Jesús Mena, ex tuffatore messicano
- 1968 - Thierry Gentina, ex sciatore alpino francese
- 1968 - Gheorghe Gușet, pesista rumeno († 2017)
- 1968 - Paulo Macedo, ex cestista e allenatore di pallacanestro angolano
- 1968 - Kylie Minogue, cantautrice, attrice e ballerina australiana
- 1968 - Tetsu Nagasawa, allenatore di calcio e ex calciatore giapponese
- 1968 - Pascal Pierre, ex calciatore francese
- 1968 - Claudio Scremin, ex hockeista su ghiaccio canadese
- 1968 - Chubb Rock, rapper statunitense
- 1968 - Francesco Specchia, giornalista e scrittore italiano
- 1968 - Róbert Štefko, ex maratoneta e mezzofondista slovacco
- 1968 - Frédéric Vasseur, dirigente sportivo e ingegnere francese
- 1969 - Muriel Barbery, scrittrice francese
- 1969 - Valérie Barlois, ex schermitrice francese
- 1969 - Enrico Cremonesi, compositore e arrangiatore italiano
- 1969 - Cristiano Dalla Pellegrina, batterista italiano
- 1969 - Rob Ford, politico e avvocato canadese († 2016)
- 1969 - Shobu Kapoor, attrice britannica
- 1969 - Józef Kapustka, pianista polacco
- 1969 - Justin Kirk, attore statunitense
- 1969 - Natal'ja Zasul'skaja, ex cestista russa
- 1970 - Žana Lelas, cestista jugoslava († 2021)
- 1970 - John Mallett, ex rugbista a 15 e allenatore di rugby a 15 britannico
- 1970 - Glenn Quinn, attore irlandese († 2002)
- 1970 - Babak Rafati, ex arbitro di calcio tedesco
- 1970 - Tatiana Rizzante, dirigente d'azienda italiana
- 1971 - Arsen Avakov, ex calciatore tagiko
- 1971 - Manuel Beltrán, ex ciclista su strada e mountain biker spagnolo
- 1971 - Nick Bravin, schermidore statunitense
- 1971 - Isabelle Carré, attrice francese
- 1971 - William De Vecchis, politico italiano
- 1971 - Svetlana Gončarenko, ex velocista russa
- 1971 - Ekaterina Gordeeva, ex pattinatrice artistica su ghiaccio sovietica
- 1971 - Christian Leuprecht, mezzofondista italiano
- 1971 - Lilian Martin, allenatore di calcio e ex calciatore francese
- 1971 - Uladzimir Merynaŭ, canoista bielorusso
- 1971 - Nicola Miceli, ex ciclista su strada italiano
- 1971 - Marco Rubio, politico e avvocato statunitense
- 1971 - Belinda Stowell, ex velista australiana
- 1971 - Mosh, wrestler statunitense
- 1971 - Yeo Hong-chul, ex ginnasta sudcoreano
- 1972 - Kate Ashfield, attrice britannica
- 1972 - Miguel Cardoso, allenatore di calcio portoghese
- 1972 - Jocelyn Blanchard, dirigente sportivo e ex calciatore francese
- 1972 - Michael Boogerd, ex ciclista su strada olandese
- 1972 - Doriva, allenatore di calcio e ex calciatore brasiliano
- 1972 - Fabiana Fares, pentatleta italiana
- 1972 - Antal Kovács, ex judoka ungherese
- 1972 - Chiara Mastroianni, attrice e modella francese
- 1972 - David Musul'bes, ex lottatore russo
- 1972 - Roland Møller, attore danese
- 1972 - Boris Palmer, politico tedesco
- 1972 - Andrea Strnadová, ex tennista cecoslovacca
- 1973 - Alexander Blessin, allenatore di calcio e ex calciatore tedesco
- 1973 - Caio Farinha, ex giocatore di calcio a 5 brasiliano
- 1973 - Helen-Ann Hartley, vescova anglicana britannica
- 1973 - Raza Jaffrey, attore britannico
- 1973 - Nathan Jones, allenatore di calcio e ex calciatore gallese
- 1973 - Nery Kennedy, ex giavellottista paraguaiano
- 1973 - Oleg Kornienko, allenatore di calcio e ex calciatore russo
- 1973 - Udo Lehmann, bobbista tedesco
- 1973 - Lionel Letizi, ex calciatore francese
- 1973 - Oleksandr Lochmančuk, ex cestista e allenatore di pallacanestro ucraino
- 1973 - Alessandro Mamoli, giornalista, conduttore televisivo e ex cestista italiano
- 1973 - Marco Paulo, allenatore di calcio, dirigente sportivo e ex calciatore portoghese
- 1973 - Gustavo Reggi, allenatore di calcio e ex calciatore argentino
- 1974 - Christian Alvart, regista e sceneggiatore tedesco
- 1974 - Pilar Boyero, cantante e conduttrice radiofonica spagnola
- 1974 - Hans-Jörg Butt, allenatore di calcio e ex calciatore tedesco
- 1974 - Romain Duris, attore francese
- 1974 - Sergio Gargelli, allenatore di calcio a 5 italiano
- 1974 - Andrea Gritti, ex rugbista a 15 italiano
- 1974 - Bjørnar Vestøl, ex ciclista su strada norvegese
- 1975 - Rolando Hourruitiner, ex cestista e allenatore di pallacanestro portoricano
- 1975 - Aide Iskandar, allenatore di calcio e ex calciatore singaporiano
- 1975 - Natale Monopoli, pallavolista italiano
- 1976 - Elenoire Casalegno, conduttrice televisiva italiana
- 1976 - Angela Daigle, ex velocista statunitense
- 1976 - Brett Eppehimer, ex cestista statunitense
- 1976 - Christoph Eugen, ex combinatista nordico austriaco
- 1976 - Roberto Goretti, dirigente sportivo e ex calciatore italiano
- 1976 - Paolo Montagna, ex calciatore sammarinese
- 1976 - Aleksej Nemov, ex ginnasta russo
- 1976 - Liam O'Brien, doppiatore, scrittore e regista statunitense
- 1976 - Song Jung-hyun, ex calciatore sudcoreano
- 1976 - Michael Thurk, ex calciatore tedesco
- 1976 - Aitziber Juaristi, ex calciatrice spagnola
- 1976 - Diana Žiliūtė, dirigente sportiva e ex ciclista su strada lituana
- 1977 - Luca Corona, rugbista a 15 e allenatore di rugby a 15 italiano
- 1977 - Elisabeth Hasselbeck, conduttrice televisiva e personaggio televisivo statunitense
- 1977 - Annett Gamm, tuffatrice tedesca
- 1977 - Alberto Maria Genovese, imprenditore italiano
- 1977 - Julius Long, pugile statunitense
- 1977 - Osvaldo Lucas, ex calciatore messicano
- 1977 - Marika Serafin, pallavolista italiana
- 1977 - Jochen Summer, ex ciclista su strada austriaco
- 1977 - Ursula Vernon, scrittrice e fumettista statunitense
- 1978 - Ferréol Cannard, ex biatleta francese
- 1978 - Jimmy Casper, dirigente sportivo e ex ciclista su strada francese
- 1978 - Jake Johnson, attore e sceneggiatore statunitense
- 1978 - Renato Lamas Pinto, ex cestista brasiliano
- 1978 - Dariusz Sztylka, ex calciatore polacco
- 1978 - Andrea Tarabbia, scrittore italiano
- 1978 - Sylvie Tellier, modella francese
- 1978 - Ernesto Terra, ex calciatore italiano
- 1979 - Jesse Bradford, attore statunitense
- 1979 - Francis Chandida, ex calciatore zimbabwese
- 1979 - Ronald Curry, giocatore di football americano statunitense
- 1979 - Monica Keena, attrice e modella statunitense
- 1979 - Sebastian Köber, pugile tedesco
- 1979 - Bryan Namoff, ex calciatore statunitense
- 1979 - Abd al-Aziz al-Umari, terrorista saudita († 2001)
- 1979 - Roman Sanžar, allenatore di calcio e ex calciatore ucraino
- 1979 - Ondřej Starosta, ex cestista ceco
- 1979 - Wim Van Huffel, ex ciclista su strada belga
- 1979 - Sonia Williams, velocista antiguo-barbudana
- 1979 - Evgenij Čigišev, ex sollevatore russo
- 1980 - Bibi, ex giocatore di calcio a 5 portoghese
- 1980 - Mickaël Bourgain, pistard francese
- 1980 - Kelly Fremon Craig, sceneggiatrice, regista e produttrice cinematografica statunitense
- 1980 - Mark Feehily, cantante irlandese
- 1980 - Darnell Hinson, ex cestista statunitense
- 1980 - Dave Lepard, cantante e chitarrista svedese († 2006)
- 1980 - Maimuna, violinista bielorussa
- 1980 - Pete Philly, rapper e cantante olandese
- 1980 - Lindi Ortega, cantautrice canadese
- 1980 - Gianluca Vinci, politico italiano
- 1981 - Laura Bailey, doppiatrice, direttrice del doppiaggio e attrice statunitense
- 1981 - Adam Green, cantautore statunitense
- 1981 - Fritz Kalkbrenner, disc jockey e musicista tedesco
- 1981 - Uta Kargel, attrice tedesca
- 1981 - Matteo Maestrello, ex cestista italiano
- 1981 - Morgan McMichaels, personaggio televisivo scozzese
- 1981 - Tim Mead, controtenore britannico
- 1981 - Daniele Monterosi, attore italiano
- 1981 - Derval O'Rourke, ex ostacolista irlandese
- 1981 - Aaron Schock, politico statunitense
- 1981 - Janne Schäfer, ex nuotatrice tedesca
- 1981 - Hitoshi Shiota, allenatore di calcio e ex calciatore giapponese
- 1981 - Tom Southam, dirigente sportivo e ex ciclista su strada britannico
- 1981 - Gábor Talmácsi, pilota motociclistico ungherese
- 1982 - Alexa Davalos, attrice statunitense
- 1983 - Jay Alford, giocatore di football americano statunitense
- 1983 - Marcus Chang, attore e cantautore taiwanese
- 1983 - Steve Cronin, ex calciatore statunitense
- 1983 - Jernej Damjan, saltatore con gli sci sloveno
- 1983 - Megalyn Echikunwoke, attrice statunitense
- 1983 - Altan Erol, cestista turco
- 1983 - Marco Estrada, ex calciatore cileno
- 1983 - Sabina Florian, ex hockeista su ghiaccio italiana
- 1983 - Emanuele Formichetti, lunghista italiano
- 1983 - Toby Hemingway, attore inglese
- 1983 - Krista Kosonen, attrice finlandese
- 1983 - Matthias Lehmann, ex calciatore tedesco
- 1983 - Ali Mahmoud, cestista canadese
- 1983 - Darijan Matič, allenatore di calcio e ex calciatore sloveno
- 1983 - Phil Missere, ex cestista statunitense
- 1983 - Tamika Mkandawire, ex calciatore inglese
- 1983 - Alya, cantante slovena
- 1983 - Roberto Orlando Affonso Júnior, ex calciatore brasiliano
- 1983 - Cory Wade, giocatore di baseball statunitense
- 1984 - Yulián Anchico, ex calciatore colombiano
- 1984 - Giannīs Arampatzīs, ex calciatore greco
- 1984 - Venera Faritovna Gimadieva, soprano russo
- 1984 - Vadim Harchenko, calciatore kirghiso
- 1984 - Petro Koval'čuk, calciatore ucraino
- 1984 - Heather McPhie, ex sciatrice freestyle statunitense
- 1984 - Park Won-jae, calciatore sudcoreano
- 1984 - Bojana Vulić, ex cestista serba
- 1984 - J.R. Writer, rapper statunitense
- 1985 - Amel Zen, cantante berbera
- 1985 - Karima, cantante italiana
- 1985 - Colbie Caillat, cantautrice e compositrice statunitense
- 1985 - Megan Coleman, modella sudafricana
- 1985 - Francesco Costa, bobbista italiano
- 1985 - Danilo Gomes Cintra, ex calciatore brasiliano
- 1985 - Pablo Andrés González, allenatore di calcio e ex calciatore argentino
- 1985 - Rui da Gracia, calciatore spagnolo
- 1985 - Carey Mulligan, attrice britannica
- 1985 - Emily O'Brien, attrice e scrittrice britannica
- 1985 - Dalibor Peršić, ex cestista bosniaco
- 1985 - Simon Pouplin, ex calciatore francese
- 1985 - Mattia Rosso, pallavolista italiano
- 1985 - Ejike Ugboaja, ex cestista nigeriano
- 1985 - Sebastian Urzendowsky, attore tedesco
- 1985 - Xiao Zhi, calciatore cinese
- 1986 - Sami Allagui, ex calciatore tunisino
- 1986 - Magnus Andersen, calciatore norvegese
- 1986 - Berrick Barnes, rugbista a 15 australiano
- 1986 - Eline Berings, ostacolista belga
- 1986 - Natal'ja Choreva, slittinista russa
- 1986 - Joseph Cross, attore statunitense
- 1986 - Bryant Dunston, cestista statunitense
- 1986 - Enzo Gutiérrez, calciatore argentino
- 1986 - Othello Hunter, ex cestista statunitense
- 1986 - James Meyer, ex calciatore australiano
- 1986 - Charles N'Zogbia, ex calciatore francese
- 1986 - Dawid Ogrodnik, attore polacco
- 1986 - Michael Oher, ex giocatore di football americano statunitense
- 1986 - Seth Rollins, wrestler statunitense
- 1986 - Thomas Tragust, allenatore di hockey su ghiaccio e ex hockeista su ghiaccio italiano
- 1986 - Ruslan Tümönbaev, lottatore kirghiso
- 1986 - Petteri Wirtanen, hockeista su ghiaccio finlandese
- 1986 - Shorty Yuen, cantante e attrice taiwanese
- 1987 - Davide Carcuro, calciatore italiano
- 1987 - Facundo Coria, calciatore argentino
- 1987 - Filipe Gomes Ribeiro, ex calciatore brasiliano
- 1987 - Yoann Kowal, mezzofondista e siepista francese
- 1987 - Jacob Lacey, giocatore di football americano statunitense
- 1987 - Markus Malin, ex snowboarder finlandese
- 1987 - Allan Miranda, calciatore costaricano
- 1987 - Kabi Nagata, fumettista giapponese
- 1987 - Jessica Rothe, attrice statunitense
- 1987 - Leanne Smith, ex sciatrice alpina statunitense
- 1987 - Mateusz Szymkowiak, giornalista e conduttore televisivo polacco
- 1987 - T.J. Yates, giocatore di football americano statunitense
- 1987 - Zhang Wenzhao, calciatore cinese
- 1988 - Artur Achmatchuzin, schermidore russo
- 1988 - Vittoria Baldino, politica italiana
- 1988 - Thilina Suranda Bandara, calciatore singalese
- 1988 - Ufo361, rapper tedesco
- 1988 - Nicole Beck, rugbista a 15 australiana
- 1988 - NaVorro Bowman, ex giocatore di football americano statunitense
- 1988 - Cheng Fei, ex ginnasta cinese
- 1988 - Keron Cummings, calciatore trinidadiano
- 1988 - Percy Harvin, ex giocatore di football americano statunitense
- 1988 - Carl Ihenacho, ex giocatore di football americano statunitense
- 1988 - Carmen Jordá, pilota automobilistica spagnola
- 1988 - Craig Kimbrel, giocatore di baseball statunitense
- 1988 - Meisa Kuroki, attrice e cantante giapponese
- 1988 - Zoran Popović, calciatore serbo
- 1988 - Diego Rodríguez Cano, calciatore uruguaiano († 2010)
- 1988 - Stauros Tsoukalas, calciatore greco
- 1989 - Stefan Balmazović, cestista serbo
- 1989 - Isaac Butts, cestista statunitense
- 1989 - Denisa Dvořáková, modella ceca
- 1989 - Elizeu Araújo de Melo Batista, calciatore brasiliano
- 1989 - Laion De Freitas, giocatore di calcio a 5 brasiliano
- 1989 - Jenna Hagglund, allenatrice di pallavolo e ex pallavolista statunitense
- 1989 - Dustin Kilgore, lottatore statunitense
- 1989 - Aleksej Negodajlo, bobbista russo
- 1989 - Alexandru Pașcenco, calciatore moldavo
- 1989 - Zé Luís, calciatore mozambicano
- 1989 - Ulan Qonısbayev, calciatore kazako
- 1989 - Sébastien Reichenbach, ex ciclista su strada svizzero
- 1989 - Pasquale Terrazzano, ex hockeista su ghiaccio svizzero
- 1990 - João Afonso, calciatore portoghese
- 1990 - Julio Angulo, calciatore ecuadoriano
- 1990 - Tobias Bogner, ex saltatore con gli sci tedesco
- 1990 - Jessie Daams, ex ciclista su strada e pistard belga
- 1990 - Yonathan Del Valle, calciatore venezuelano
- 1990 - Rohan Dennis, ex ciclista su strada e ex pistard australiano
- 1990 - Eyedress, cantante filippino
- 1990 - Rafael García Aguilera, giocatore di calcio a 5 spagnolo
- 1990 - Hamza Lahmar, calciatore tunisino
- 1990 - Maksym Maksymenko, calciatore ucraino
- 1990 - Ramiro Moyano, rugbista a 15 argentino
- 1990 - Jure Obšivač, calciatore croato
- 1990 - Elliot Ragomo, giocatore di calcio a 5 salomonese
- 1990 - Toshio Shimakawa, calciatore giapponese
- 1990 - Miloš Simonović, calciatore serbo
- 1990 - Sergio Tejera, calciatore spagnolo
- 1990 - Kyle Walker, calciatore inglese
- 1990 - Riquna Williams, cestista statunitense
- 1990 - Felipe de Oliveira Silva, ex calciatore brasiliano
- 1991 - Karin Czeczka, calciatrice italiana
- 1991 - Sharrif Floyd, ex giocatore di football americano e allenatore di football americano statunitense
- 1991 - Giulia Galtarossa, ginnasta italiana
- 1991 - David González Plata, calciatore spagnolo
- 1991 - Ji Dong-won, calciatore sudcoreano
- 1991 - Alexandre Lacazette, calciatore francese
- 1991 - Danielle Lao, tennista statunitense
- 1991 - Jonathan Ligali, ex calciatore francese
- 1991 - Andrej Lovás, calciatore slovacco
- 1991 - Ivan Minčev, calciatore bulgaro
- 1991 - Jasmine Norton, ex pallavolista statunitense
- 1991 - Yoann Paillot, ciclista su strada e ciclocrossista francese
- 1991 - Kail Piho, ex combinatista nordico estone
- 1991 - Mirko Serrano, calciatore cileno
- 1991 - Rena Shimazu, pentatleta giapponese
- 1991 - Alice Sotero, pentatleta italiana
- 1991 - Andrėj Vasileŭski, tennista bielorusso
- 1991 - Inesa Visgaudaitė, ex cestista lituana
- 1991 - Nick Washburn, ex cestista statunitense
- 1992 - Stéphane Bahoken, calciatore francese
- 1992 - De'Mon Brooks, cestista statunitense
- 1992 - Thomas Carroll, calciatore inglese
- 1992 - Uroš Đerić, calciatore serbo
- 1992 - Tal Flicker, judoka israeliano
- 1992 - Federica Jasmeen Giura, calciatrice italiana
- 1992 - Huang Qiushuang, ex ginnasta cinese
- 1992 - Adrian Lis, calciatore polacco
- 1992 - Danilo Ortíz, calciatore paraguaiano
- 1992 - Michael Hsu Rosen, attore statunitense
- 1992 - Mathias Sele, calciatore liechtensteinese
- 1992 - Austin Shepherd, giocatore di football americano statunitense
- 1992 - Gaku Shibasaki, calciatore giapponese
- 1992 - Neringa Skadaitė, ex cestista lituana
- 1992 - Joshua Taylor, ex pallavolista e allenatore di pallavolo statunitense
- 1992 - Donny Toia, ex calciatore statunitense
- 1992 - Marquinhos Carioca, ex calciatore brasiliano
- 1992 - Hannah Wilkinson, calciatrice neozelandese
- 1993 - Olavi Allase, mezzofondista estone
- 1993 - Kódjo Kassé Alphonse, calciatore ivoriano
- 1993 - Mikel Aristi, ex ciclista su strada spagnolo
- 1993 - Antony Auclair, ex giocatore di football americano canadese
- 1993 - Andrija Bojić, cestista serbo
- 1993 - Damien Wilson, giocatore di football americano statunitense
- 1993 - David Douline, calciatore francese
- 1993 - Ami Faku, cantante sudafricana
- 1993 - Franco Flores, calciatore argentino
- 1993 - Christian Irobiso, calciatore nigeriano
- 1993 - Svenja Jung, attrice tedesca
- 1993 - Masashi Kamekawa, calciatore giapponese
- 1993 - David Ramírez, calciatore costaricano
- 1993 - Til Schindler, attore tedesco
- 1994 - Alec Benjamin, cantautore statunitense
- 1994 - Víctor Camarasa, calciatore spagnolo
- 1994 - Gustavo Chams, fotografo, pittore e illustratore brasiliano
- 1994 - Marie Gülich, cestista tedesca
- 1994 - Sarah Lavin, ostacolista e velocista irlandese
- 1994 - George Miron, calciatore rumeno
- 1994 - Makoto Ninomiya, tennista giapponese
- 1994 - Victor Oliveira, calciatore brasiliano
- 1994 - Paul Onuachu, calciatore nigeriano
- 1994 - Taybor Pepper, giocatore di football americano statunitense
- 1994 - Hrvoje Plum, calciatore croato
- 1994 - Antonio Rozzi, calciatore italiano
- 1994 - Everaldo Silva do Nascimento, calciatore brasiliano
- 1994 - Son Yeon-jae, ex ginnasta sudcoreana
- 1994 - John Stones, calciatore inglese
- 1995 - Riccardo Vito Abbrescia, lottatore italiano
- 1995 - Héctor Carretero, ex ciclista su strada spagnolo
- 1995 - John Fennell, slittinista canadese
- 1995 - Lukas Gage, attore e sceneggiatore statunitense
- 1995 - Gustav Jarl, ex calciatore svedese
- 1995 - Jacob Kogan, attore statunitense
- 1995 - Divine Lunga, calciatore zimbabwese
- 1995 - Derrick Mensah, calciatore ghanese
- 1995 - Mamadou N'Diaye, calciatore senegalese
- 1995 - Emmanuel Omogbo, cestista nigeriano
- 1995 - Keanu Pinder, cestista australiano
- 1995 - Denis Pjeshka, calciatore albanese
- 1995 - Leticia Romero, cestista spagnola
- 1995 - Camilla Rosatello, tennista italiana
- 1995 - Cecil Williams, cestista statunitense
- 1996 - Mataz Saleh, calciatore omanita
- 1996 - Carlotta Cambi, pallavolista italiana
- 1996 - Eldar Ćivić, calciatore bosniaco
- 1996 - Diego Cuadros, calciatore colombiano
- 1996 - Melis Gülcan, cestista turca
- 1996 - Victoria Hudson, giavellottista austriaca
- 1996 - Mathias Normann, calciatore norvegese
- 1996 - Elizabeth Price, ginnasta statunitense
- 1996 - Andrea Vargas, ostacolista costaricana
- 1997 - Jacob Bobenmoyer, giocatore di football americano statunitense
- 1997 - Sophie Chang, tennista statunitense
- 1997 - Niklas Dahlström, calciatore svedese
- 1997 - Lucia Dalmasso, snowboarder italiana
- 1997 - Andrij Korobenko, calciatore ucraino
- 1997 - Ivan Krpan, pianista croato
- 1997 - Leonardo Nascimento Lopes de Souza, calciatore brasiliano
- 1997 - Denis-Will Poha, calciatore francese
- 1997 - Ionuț Radu, calciatore rumeno
- 1997 - Jacob Rasmussen, calciatore danese
- 1997 - Tate Schmitt, calciatore statunitense
- 1997 - Frithjof Seidel, tuffatore e nuotatore artistico tedesco
- 1997 - Mirko Testa, paraciclista italiano
- 1998 - Mons Bassouamina, calciatore francese
- 1998 - Brian Figueroa, calciatore messicano
- 1998 - Artëm Galadžan, calciatore russo
- 1998 - Lauriane Genest, pistard canadese
- 1998 - Kevin Hansen, pilota automobilistico svedese
- 1998 - Dahyun, cantante sudcoreana
- 1998 - Artem Kozak, calciatore ucraino
- 1998 - Danil Krugovoj, calciatore russo
- 1998 - Gastón Lodico, calciatore argentino
- 1998 - Alejandro Martínez, pistard spagnolo
- 1998 - De'Anthony Melton, cestista statunitense
- 1998 - Alejandro Osorio, ciclista su strada colombiano
- 1998 - Logan Rogerson, calciatore neozelandese
- 1998 - Logan Sankey, saltatrice con gli sci statunitense
- 1998 - Daisy Taylor, attrice pornografica statunitense
- 1998 - Louis Yamaguchi, calciatore giapponese
- 1999 - Kōnstantinos Apostolakīs, calciatore greco
- 1999 - Vinicius Balieiro, calciatore brasiliano
- 1999 - Ferdi Bedini, cestista albanese
- 1999 - Cameron Boyce, attore, modello e ballerino statunitense († 2019)
- 1999 - Jodie Burrage, tennista britannica
- 1999 - Akshat Chandra, scacchista statunitense
- 1999 - Tibo De Smet, mezzofondista belga
- 1999 - Fabio Delgado, calciatore colombiano
- 1999 - Gaia Dell'Ernia, calciatrice italiana
- 1999 - Kreshnik Hajrizi, calciatore kosovaro
- 1999 - Brenden Jaimes, giocatore di football americano statunitense
- 1999 - Lisa Klostermann, ex calciatrice tedesca
- 1999 - Mari Leinan Lund, combinatista nordica norvegese
- 1999 - Paolo Medina, calciatore messicano
- 1999 - Facundo Medina, calciatore argentino
- 1999 - Mikael Filipe Viana de Sousa, calciatore brasiliano
- 1999 - Mike Trésor Ndayishimiye, calciatore belga
- 1999 - Kassim Nicholson, cestista statunitense
- 1999 - Jaelan Phillips, giocatore di football americano statunitense
- 1999 - Lisa Pou, nuotatrice francese
- 1999 - Ben Turner, ciclista su strada e ciclocrossista britannico
- 1999 - Gustavo Vallecilla, calciatore ecuadoriano
- 2000 - Phil Foden, calciatore inglese
- 2000 - Kyle Garland, multiplista statunitense
- 2000 - Axelle Klinckaert, ginnasta belga
- 2000 - Beatrice Mallozzi, triatleta italiana
- 2000 - Ayden Owens-Delerme, multiplista portoricano
- 2000 - Maisie Peters, cantautrice e compositrice britannica
- 2000 - Réka Rohács, nuotatrice ungherese
- 2000 - Friendly Thug 52 NGG, rapper russo
- 2000 - Taylor Ruck, nuotatrice canadese
- 2000 - Niek van der Velden, snowboarder olandese
- 2000 - Erikas Venskus, cestista lituano

## XXI secolo(31)
- 2001 - Facundo Cáseres, calciatore argentino
- 2001 - Adam Gabriel, calciatore ceco
- 2001 - Patrik Myslovič, calciatore slovacco
- 2001 - Jacob Ramsey, calciatore inglese
- 2001 - Derensili Sanches Fernandes, calciatore olandese
- 2001 - Marco Schneider, giocatore di football americano austriaco
- 2001 - Kaly Sène, calciatore senegalese
- 2001 - Gerald Taylor, calciatore costaricano
- 2002 - Melayro Bogarde, calciatore olandese
- 2002 - Archie Brown, calciatore inglese
- 2002 - Gianluca Busio, calciatore statunitense
- 2002 - Colby Jones, cestista statunitense
- 2002 - Imani de Jong, nuotatrice olandese
- 2002 - Ian Lawrence, calciatore costaricano
- 2002 - Elina Lipp, sciatrice alpina tedesca
- 2002 - Darýa Semýonowa, nuotatrice turkmena
- 2002 - Malik Tillman, calciatore statunitense
- 2003 - Cui Yongxi, cestista cinese
- 2003 - Andrej Langovič, calciatore russo
- 2003 - Liutauras Lelevičius, cestista lituano
- 2003 - Valdemar Lund, calciatore danese
- 2003 - Stije Resink, calciatore olandese
- 2003 - Pablo Tamba, cestista spagnolo
- 2004 - Adama Bojang, calciatore gambiano
- 2004 - Zhang Jiaqi, tuffatrice cinese
- 2004 - Maite Zubieta, calciatrice spagnola
- 2005 - Edicson Tamiche, calciatore venezuelano
- 2005 - Bram van Driel, calciatore olandese
- 2006 - Amady Camara, calciatore maliano
- 2006 - Tayler Carrington, calciatore gibilterriano
- 2006 - Kauã Elias, calciatore brasiliano

## Senza anno specificato(1)
- Kemuri Karakara, fumettista giapponese